# Crucero Belén
Crucero Belén ist eine Ortschaft im Departamento Oruro im Hochland des südamerikanischen Anden-Staates Bolivien.

## Lage im Nahraum
Crucero Belén ist zentraler Ort des Kanton Crucero Belén im Municipio El Choro in der Provinz Cercado und liegt auf einer Höhe von 3710 m im Flusstal des Río Desaguadero, der östlich der Ortschaft aus dem Uru-Uru-See in Richtung Poopó-See fließt.

## Geographie
Crucero Belén liegt am östlichen Rand des bolivianischen Altiplano vor der Cordillera Azanaques, die ein Teil der Gebirgskette der Cordillera Central ist. Das Klima ist ein typisches Tageszeitenklima, bei dem die Temperaturschwankungen im Tagesverlauf stärker ausfallen als im Jahresverlauf.
Die mittlere Durchschnittstemperatur der Region liegt bei etwa 8 °C (siehe Klimadiagramm) und schwankt zwischen 3 °C im Juni und Juli und 11 °C von November bis März. Der Jahresniederschlag beträgt etwa 350 mm, bei einer ausgeprägten Trockenzeit von April bis Oktober mit Monatsniederschlägen unter 10 mm, und nennenswerten Niederschlägen nur von Dezember bis März mit 50 bis 90 mm Monatsniederschlag.

## Verkehrsnetz
Crucero Belén liegt in einer Entfernung von 51 Straßenkilometern südwestlich von Oruro, der Hauptstadt des Departamentos.
Von Oruro aus führt die 279 Kilometer lange Nationalstraße Ruta 12 in südwestlicher Richtung nach Challacollo und von dort weiter über Toledo, Huachacalla und Sabaya nach Pisiga an der chilenischen Grenze. Vier Kilometer südwestlich von Challacollo überquert die Ruta 12 den Río Desaguadero, und direkt hinter der Straßenbrücke zweigt eine befestigte Landstraße nach Südosten in Richtung auf die Ortschaft El Choro ab. Nach siebzehn Kilometern führt eine unbefestigte Seitenstraße in nordöstlicher Richtung und erreicht nach weiteren drei Kilometern Crucero Belén.

## Bevölkerung
Die Einwohnerzahl der Ortschaft ist in den vergangenen beiden Jahrzehnten geringfügig angestiegen:
| Jahr | Einwohner | Quelle       |
| ---- | --------- | ------------ |
| 1992 | 61        | Volkszählung |
| 2001 | 84        | Volkszählung |
| 2012 | 74        | Volkszählung |
| 2024 |           | Volkszählung |

Die Region weist einen hohen Anteil an Quechua-Bevölkerung auf, im Municipio El Choro sprechen 83,1 Prozent der Bevölkerung Quechua.